# 정 성공 (13대)
정 성공(鄭成公, ? ~ 기원전 571년)은 춘추 시대 정나라의 임금이다. 휘는 곤(睔)이다.

## 사적
정 양공 2년(기원전 585년), 형 도공이 죽자 그 뒤를 이어 정나라 임금으로 세워졌다.
성공 3년(기원전 582년), 초나라와의 화평에 참여했고, 진나라에 입조했다가 이것 때문에 사로잡혔다. 진나라가 중군 원수 난서를 보내 정나라를 공격하자, 정나라에서는 성공의 서형 수(繻)를 임금으로 세웠다. 진나라에서는 이 소식을 듣자 성공을 풀어주었고, 정나라는 성공이 돌아오자 수를 죽이고 성공을 맞이했으며 진나라 군은 철수했다.
성공 10년(기원전 575년), 다시 초나라와 맹약을 맺었다. 진나라는 이에 정나라를 쳤고, 정나라와 이를 구원하러 온 초나라 군사를 언릉 전투에서 격파하여 필 전투 이래로 빼앗긴 패권을 되찾았다.
성공 13년(기원전 572년), 진 도공은 정나라를 공격했으나 정나라가 수비하자 퇴각했다. 이듬해(기원전 571년), 성공이 죽어 그 뒤를 아들 운이 이었다(정 희공).